# La Maison de la peur (film, 1945)
Pour les articles homonymes, voir La Maison de la peur.
Série des films avec Basil Rathbone dans le rôle de Sherlock Holmes
La Perle des Borgia
(1944)  La Femme en vert
(1945)
Pour plus de détails, voir Fiche technique et Distribution.
La Maison de la peur (The House of Fear, aussi connu sous le titre The Murder Club) est un film américain réalisé par Roy William Neill, sorti en 1945.
Il s’agit du dixième film avec Basil Rathbone et Nigel Bruce dans les rôles respectifs de Sherlock Holmes et du docteur Watson.
Le scénario est librement inspiré de la nouvelle Les Cinq Pépins d'orange, publiée en 1891 par Arthur Conan Doyle.

## Synopsis
Sherlock Holmes et le docteur Watson reçoivent la visite de Chalmers, un agent d'assurance, qui leur parle d’évènements mystérieux qui se passent à Drearcliff House, un manoir au bord de la mer dans l'ouest de l'Écosse, où se réunissent depuis peu les sept membres du club « les bons camarades ». Chalmers explique qu'une nuit, Ralph King, un des membres de ce club, a été tué dans un accident d'automobile après avoir reçu une enveloppe contenant sept mystérieux pépins d'orange pendant le dîner. Quelques nuits plus tard, Stanley Rayburn, un autre membre, a reçu une note similaire avec six pépins, et a été retrouvé noyé dix jours plus tard. 
Chalmers s'intéresse à cette affaire car chaque membre du club a souscrit un contrat d'assurance vie au bénéfice des autres. Holmes accepte de s'en occuper quand il apprend que le Dr Simon Merrivale, un chirurgien qu'il a jadis soupçonné de meurtre, est un membre du club. Holmes et Watson arrivent en Écosse juste à temps pour apprendre que Guy Davies, un troisième membre du club, a été incinéré. Malgré la présence de Holmes, de Watson et de l'inspecteur Lestrade de Scotland Yard qui vient d'arriver, le corps d'un autre membre du club, Alan Cosgrave, est trouvé à proximité d'un hangar rempli de dynamite. Peu de temps après, le capitaine John Simpson reçoit une enveloppe avec trois pépins d'orange, et son corps mutilé est découvert plus tard sur la plage, identifiable uniquement par ses tatouages.
Cette nuit-là, Lestrade reçoit une note du buraliste local, Alex MacGregor, qui croit avoir trouvé un indice. Quand Holmes et l'inspecteur arrivent à sa boutique, ils trouvent le marchand assassiné. Plus tard, Holmes demande à Watson d'exhumer le corps de MacGregor, et ils découvrent un cercueil vide. Les deux hommes se dépêchent de retourner à Drearcliff House, où ils apprennent que Merrivale a été tué, écrasé par un rocher. Le seul membre survivant des « bons camarades », Bruce Alastair, est arrêté pour les six meurtres. Watson disparaît peu après, et Holmes et Lestrade fouillent la maison à la recherche de passages secrets, et en trouvent un qui les conduit à une ancienne crique de contrebandiers. Ils y trouvent Watson, mais aussi Merrivale, Cosgrave, Simpson, Davies, Rayburn et King. Holmes explique ensuite que les six avaient fait semblant d'être morts pour toucher l'argent de l'assurance, et avaient utilisé des cadavres de villageois récemment décédés à leur 
place. De retour à Londres, Chalmers félicite Holmes pour son travail, mais le détective insiste pour que le montant de la récompense soit accordée à Alastair, car son avertissement de dernière minute a sauvé la vie de Watson.

## Fiche technique
- Titre original : The House of Fear
- Titre français : La Maison de la peur
- Réalisation : Roy William Neill
- Scénario : Roy Chanslor
- Photographie : Virgil Miller
- Montage : Saul Goodkind
- Production : Universal Pictures Company, Inc.
- Pays d’origine : États-Unis
- Langue : Anglais
- Format : Noir et blanc - Son Mono
- Genre : Mystère
- Durée : 68 minutes
- Dates de sortie :  États-Unis  : 16 mars 1945

## Distribution
- Basil Rathbone : Sherlock Holmes
- Nigel Bruce : Dr Watson
- Dennis Hoey : Inspecteur Lestrade
- Aubrey Mather : Bruce Alastair
- Paul Cavanagh : Simon Merrivale
- Holmes Herbert : Alan Cosgrave
- David Clyde : Alex MacGregor
- Gavin Muir : Chalmers
- Cyril Delevanti (non crédité) : Stanley Raeburn